# Pacotuba
Pacotuba é um distrito do município de Cachoeiro de Itapemirim, no Espírito Santo, situado no oeste do município. Sendo o distrito mais antigo do município a compor seu território atual.

## História
O distrito de Pacotuba foi criado como Bananal pela Lei Estadual n.º 1.313 de 30/12/1921, sendo posteriormente renomeado para Pacotuba. Ele compôs o território dos atuais distritos de Burarama, Conduru, São Vicente, Coutinho e Itaoca antes de serem elevados como vilas.

## Geografia

### Localização
O distrito está situado na região oeste do município e limita-se com os municípios Jerônimo Monteiro (oeste) e Muqui (sul), e com os distritos da Sede (Leste), Burarama (norte), Conduru e Coutinho (leste). O principal acesso à sede se dá pela rodovia ES-482.

### População
Pelo Censo 2022 (IBGE) a população total do distrito era de 2 311 habitantes. Possui a segunda maior população quilombola no estado, com 566 pessoas.

### Área territorial
A área territorial do distrito é de 170,96 km².

## Características
Pacotuba se destaca por ser o maior distrito em extensão territorial após a sede municipal, e o distrito mais velho da subdivisão atual do município.
O distrito abriga a Floresta Nacional de Pacotuba, protegida pelo Instituto Chico Mendes de Conservação da Biodiversidade (ICMBio). Ocupando uma área de 449,44 hectares.  Além de abrigar parte da Reserva Particular do Patrimônio Natural (RPPN) Cafundó.

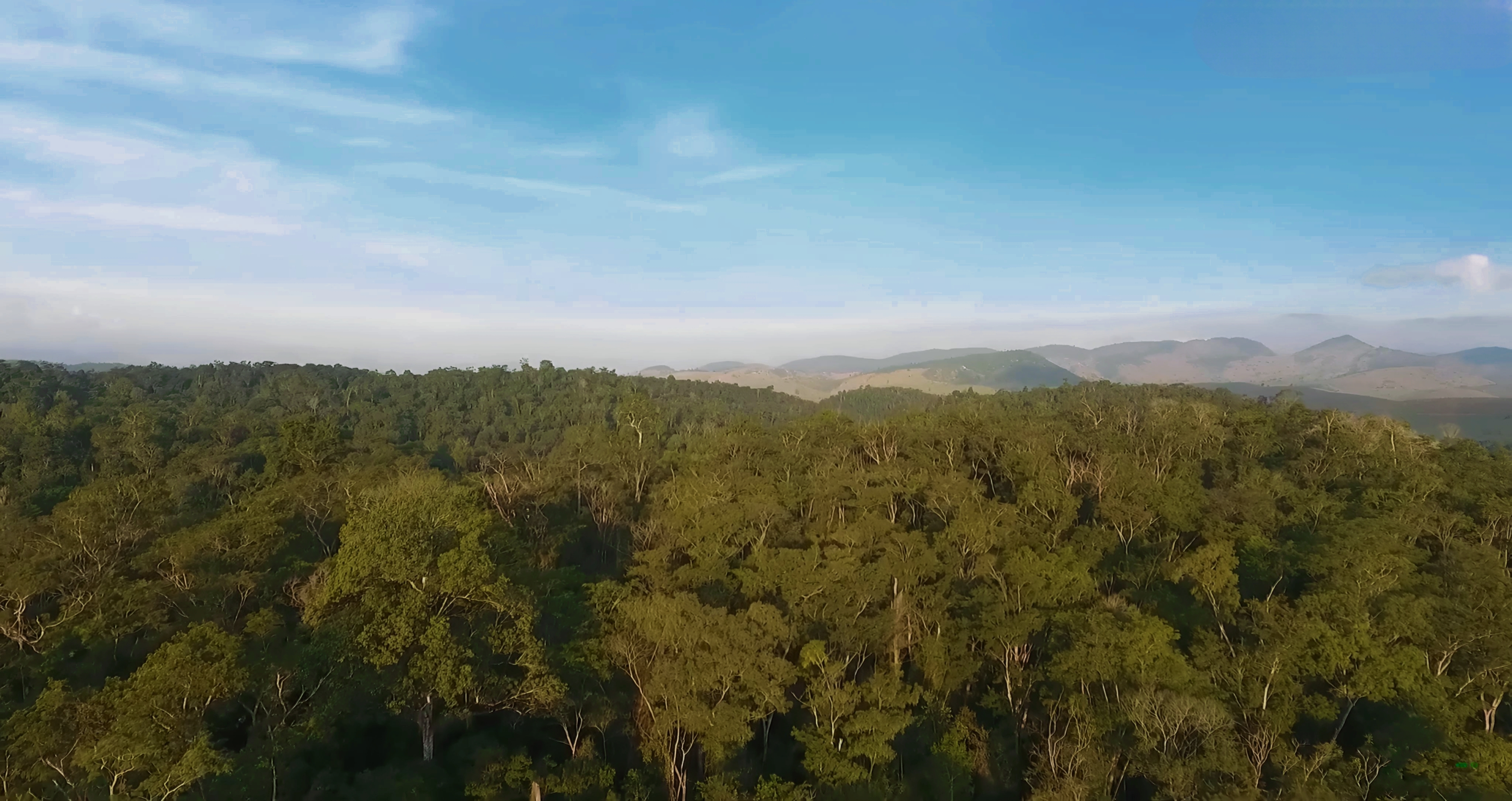
Flona de Pacotuba

É o berço do cantor e compositor de música gospel contemporânea Anderson Freire, que viveu grande parte de sua vida na comunidade de Monte Alegre.

## Serviços Públicos
Energia elétrica
A responsável pelo abastecimento de energia elétrica em Pacotuba é a EDP Espírito Santo.
Saneamento
O serviço de abastecimento de água é feito pela BRK Ambiental, concessionária privada que atende a todo o município. Além de possuir uma estação local de tratamento de água e esgoto.
Transporte
O distrito e suas comunidades são atendidos pelas linhas municipais distritais 110 (Burarama x Rodoviária de Cachoeiro via Pacotuba), 112 (Pedra Lisa/Monte Alegre via Pacotuba x Rodoviária) e 114 (Pacotuba x Rodoviária) ambas operadas pela Viação Real Ita e administradas pelo Consórcio Novo Trans.